# Årets sill

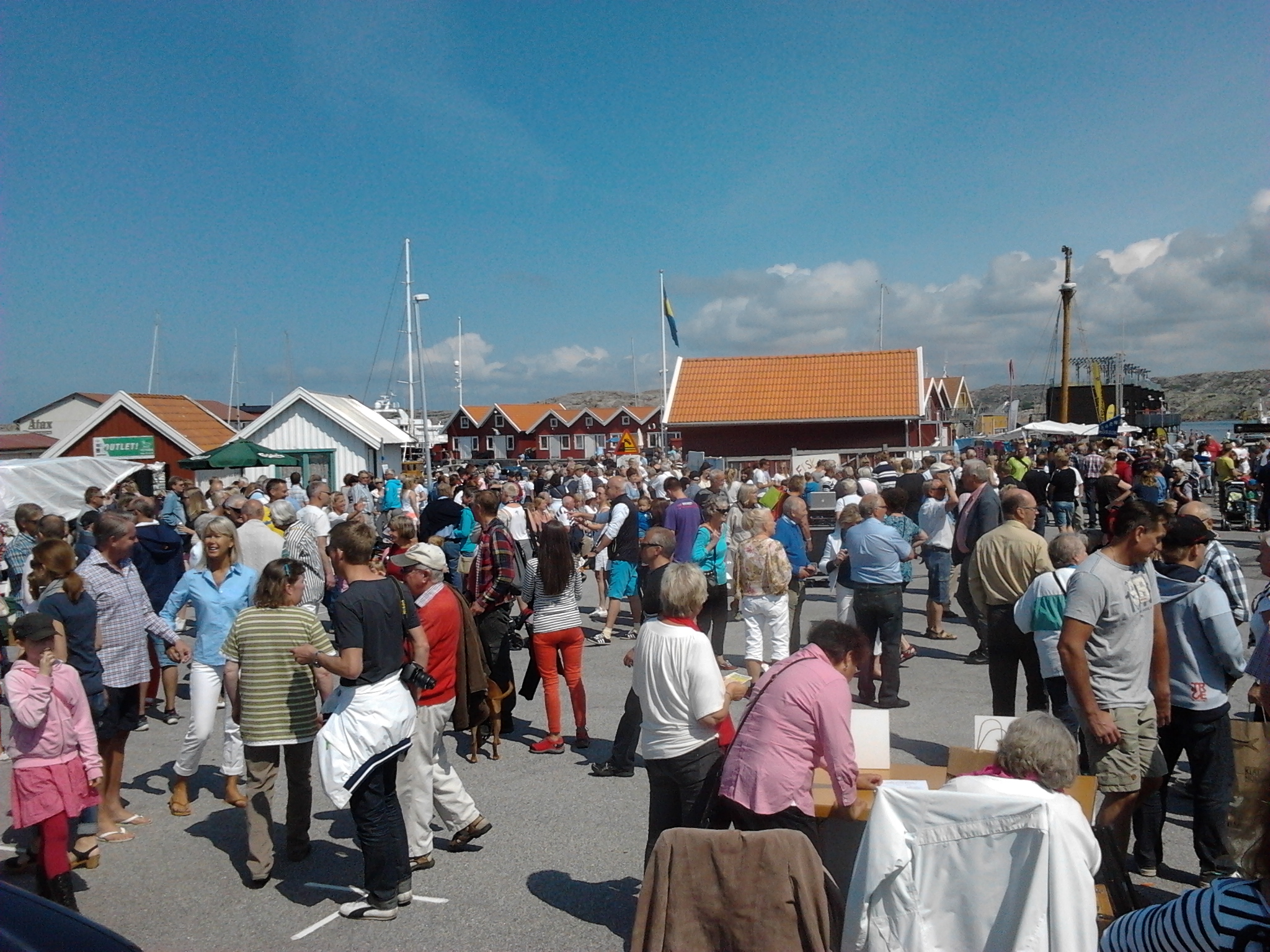
Folkmyller under "Sillens Dag" på Klädesholmen. Dagen är en viktig höjdpunkt då Årets sill presenteras och först görs möjlig för försäljning.

Årets sill är en sillinläggning som varje år utses av en jury och som sedan tillverkas av Klädesholmen i begränsad upplaga till stöd för Sjöräddningssällskapet. En krona per såld sillburk går direkt till Sjöräddningssällskapet och deras arbete för ökad säkerhet till sjöss.
2009 var första året som Årets Sill presenterades och är ett samarbete mellan Klädesholmen Seafood och restaurang Salt & Sill på Klädesholmen. Målsättningen är att ta fram nya, spännande och innovativa sillinläggningar. Salt & Sills köksmästare skapar varje år fyra moderna sillinläggningar till Årets Sill. Inläggningarna presenteras sedan för en expertjury som slutligen utser Årets Sill.
Årets Sill börjar säljas på Sveriges nationaldag den 6 juni, samtidigt som ”Sillens dag” firas på Klädesholmen, och går endast att köpa under samma år som den utses.

## Jury
Expertjuryn som utser Årets Sill byts ut efter varje år. Peter Harryson, juryns ordförande, och Rolf Westerström, vd Sjöräddningssällskpet, är återkommande jurymedlemmar.

## Historia

### Årets sill 2009
Årets sill 2009 var inläggningen ”Fänkålsdill och akvavit” och juryn bestod av författaren Viveca Lärn, skådespelaren Peter Harryson och krögaren Ulf Wagner och Rolf Westerström, vd Sjöräddningssällskapet. Juryns motivering löd: ”En traditionellt nyskapande sillinläggning med mycket attraktivt utseende, doft och smak. En sill som man inte tröttnar på -en redig sill."
Årets sill 2009 gav 25 000 kronor till Sjöräddningssällskapet.

### Årets sill 2010
Årets sill 2010 blev ”Senap och maltwhisky”. Juryn bestod av skådespelaren Peter Harryson, mat-profilen Alexandra Zazzi, Årets kock 2010 Gustav Trädgård och Rolf Westerström, vd Sjöräddningssällskapet.   Juryns motivering löd: ”En angenäm sill med whiskyns rökighet och havets sälta där nyanserna tydligt kommer till sin rätt.”Årets Sill 2010 gav 50 000 kronor till Sjöräddningssällskapet, en fördubbling jämfört med 2009.

### Årets sill 2011
Årets sill 2011 var ”Purjolök och svartpeppar”, och juryn bestod av skådespelaren Peter Harryson, matprofilen Monika Ahlberg, kocken Håkan Thörnström,  bloggaren och Mästerkocksdeltagaren Jennie Benjaminsson och Rolf Westerström, vd Sjöräddningssällskapet.  Juryns motivering löd: ”En trygg sill. Riktigt god, smakrik och generös. Man blir glad”.

### Årets sill 2012
Årets sill 2012 var ”Tranbär och citrontimjan”. Juryn bestod av skådespelaren Peter Harryson (ordf), gitarristen och kokboksförfattaren Frederik Zäll, matbloggaren och Årets Mästerkock 2011, Louise Johansson, vissångaren och underhållaren Ewert Ljusberg och Rolf Westerström, vd för Sjöräddningssällskapet. Juryns motivering lyder: En solitär med doft av skog och trädgård med lååång eftersmak.

### Årets sill 2013
Årets sill 2013 var ”Bacon och pepparrot”, och juryn bestod av skådespelaren Peter Harryson (ordf), stjärnkockarna Paul Svensson och Malin Söderström samt matbloggerskan Annika Ingemarsson, artisten Timo Räisänen och Rolf Westerström, vd för Sjöräddningssällskapet. Juryns motivering lyder: En välbalanserad elegant utomordentligt god sill, där man njuter av eftersmaken.

### Årets sill 2014
Årets sill 2014 var ”Björnbär och grönpeppar”. Juryn bestod i år av den ständige ordföranden Peter Harrysson, den prisbelönte krögaren Håkan Thörnström, gastronomen och tv-profilen Edward Blom, vinnaren av Sveriges mästerkock 2012 Sigrid Bárány, vinnaren av Grillmästarna 2013 Andreas Mattiasson samt Sjöräddningssällskapets Cia Sjöstedt.

### Årets sill 2015
Årets sill 2015 var ”Basilika och citron”. Denna krämiga sill utsågs av den ständige ordföranden Peter Harryson, Årets kock Thomas Sjögren, Frida Ronge kökschef på vRÅ, kulturbåtskepparen och journalisten Harald Treutiger, och Sjöräddningssällskapets Rolf Westerström

### Årets sill 2016
Årets sill 2016 var ”Anchochili och ingefära”, och utsågs av Peter Harryson, kocken och krögaren Christian Hellberg, kocken och mångsysslaren Alexandra Zazzi, matbloggerskan Karin Högberg samt Sjöräddningssällskapets VD Rolf Westerström.

### Årets sill 2017
Årets sill 2017 var med smak av ”O.P. Anderson”. Det blev för första gången en av tidigare års nomineringar, istället för en ny variant.

### Årets sill 2018
Årets sill 2018 var ”Lingon och punschkrydda”.

### Årets sill 2019
Årets sill 2019 var "Kokos och chili".

### Årets sill 2020
Årets sill 2020 var "Gin och fläder".

### Årets sill 2021
Årets sill 2021 var ”Krabba och majs”.

### Årets sill 2022
Årets sill 2022 var ”Äpple och mynta”.

### Årets sill 2023
Årets sill 2023 var ”Grönt te och citrus”.

### Årets sill 2024
Årets sill 2024 var ”Timjan och tranbär”.